# Автовокзал

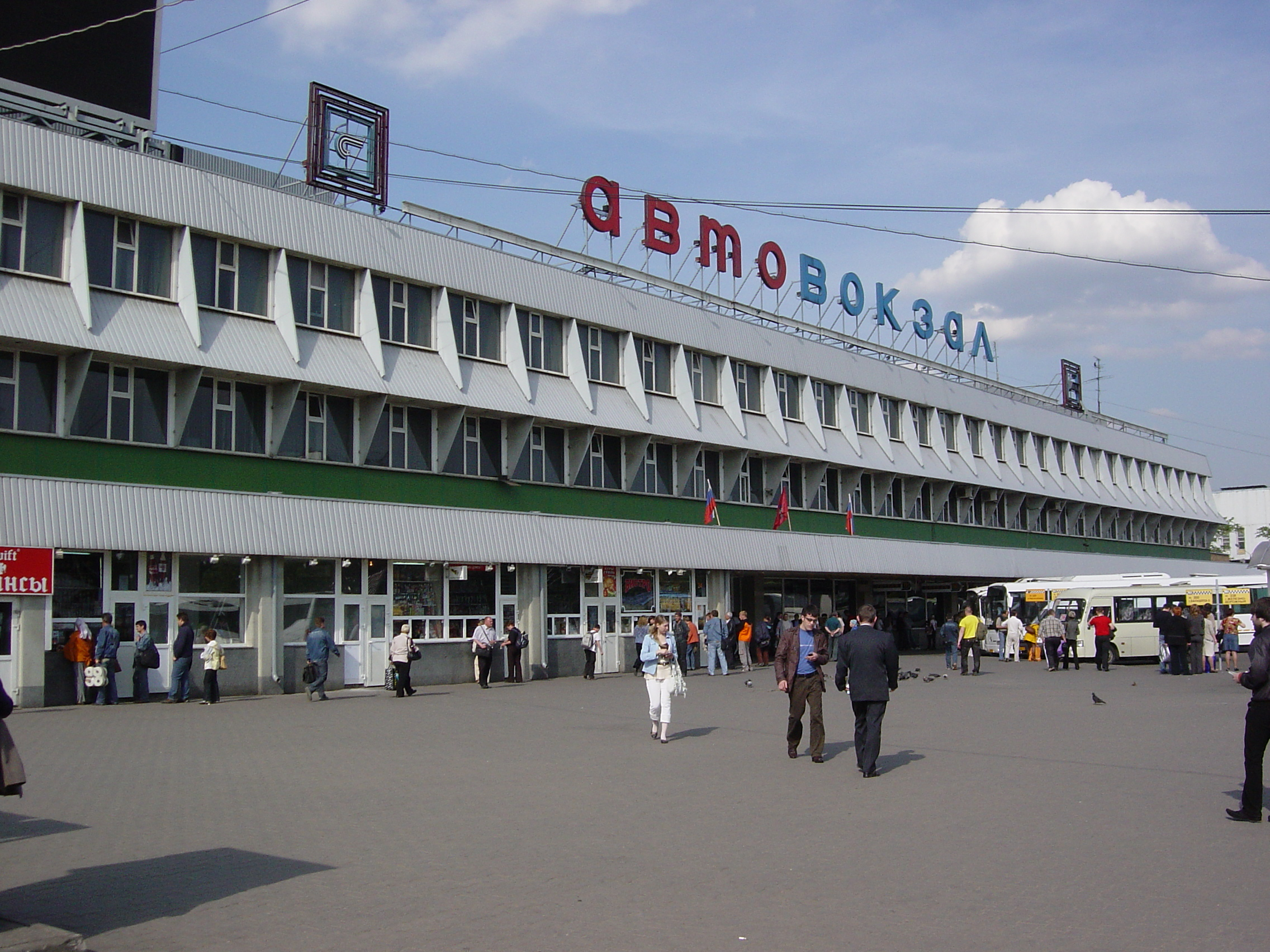
Московский автовокзал (до реконструкции) — крупнейший в России, а сейчас в Европе.

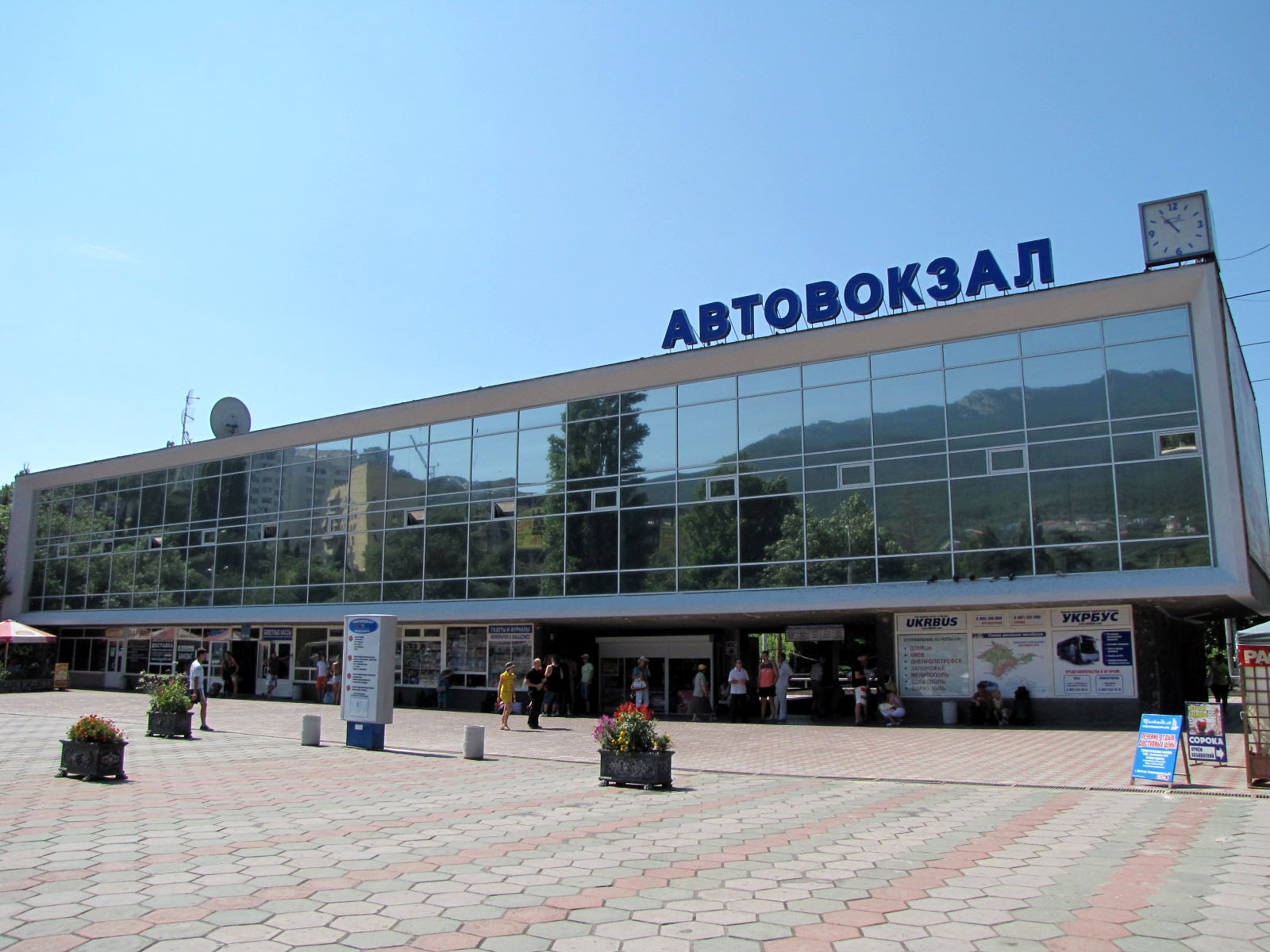
Автовокзал Ялта.

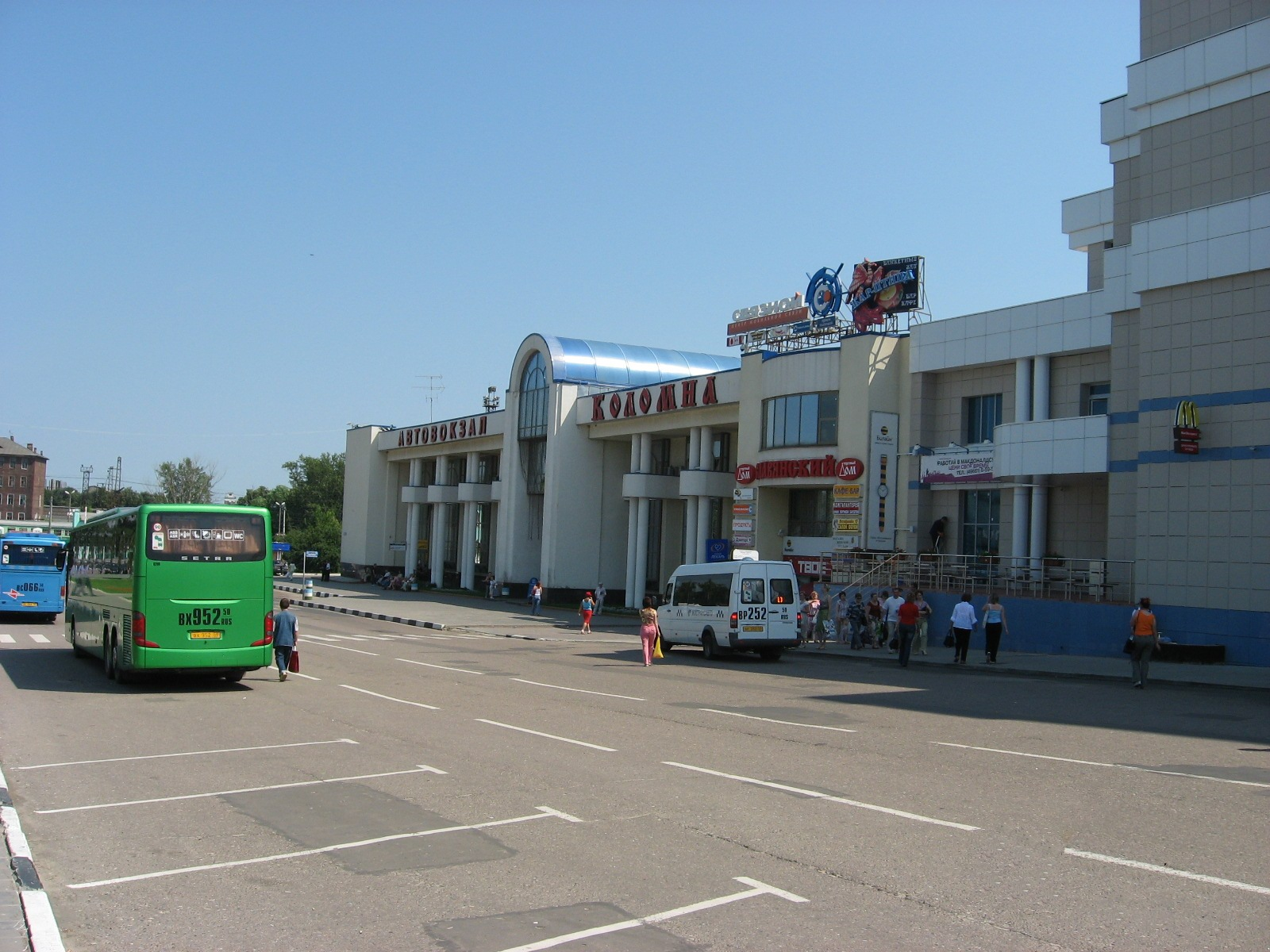
Автовокзал Коломна, ж/д станция Голутвин.

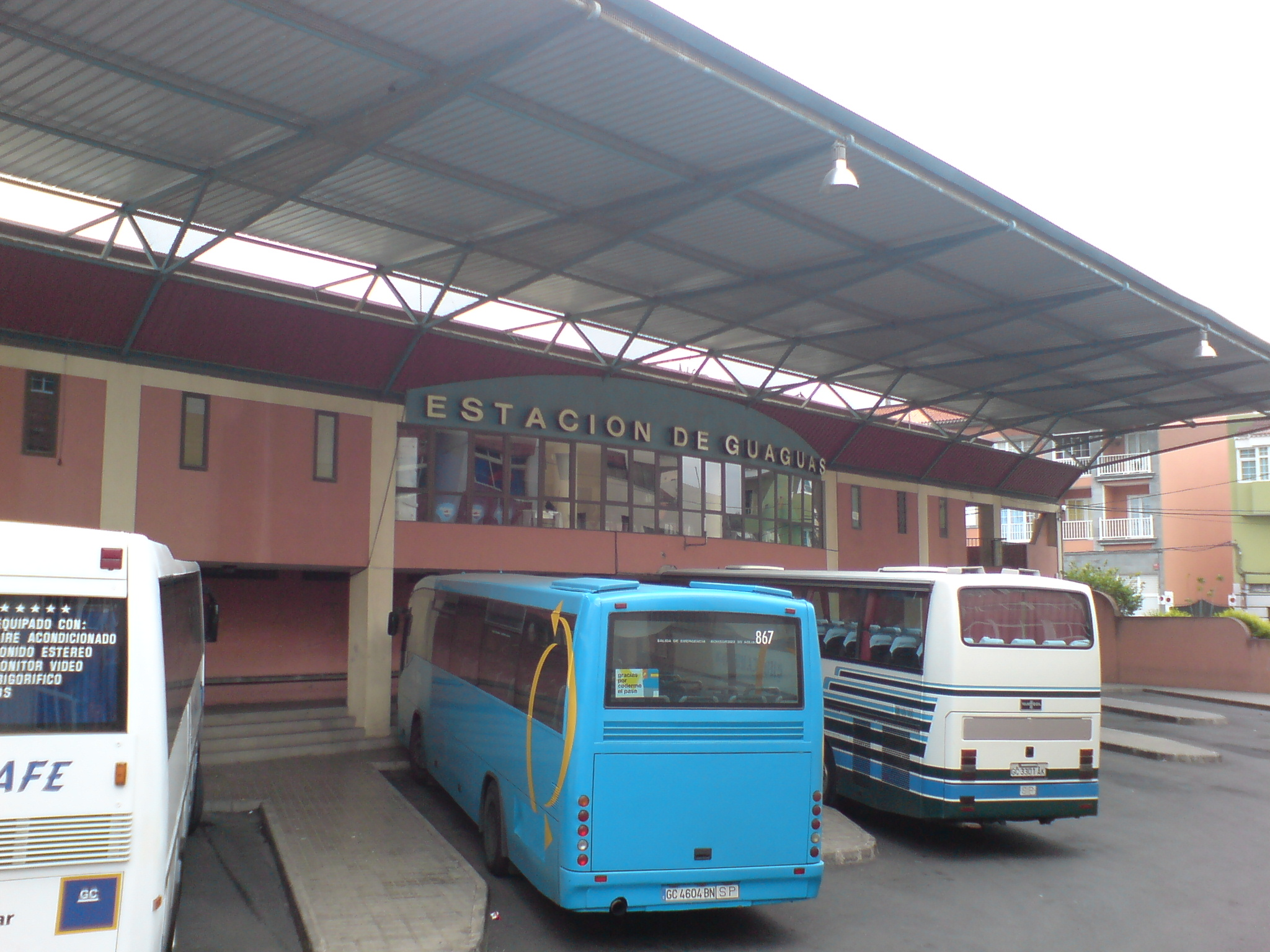
Стоянка автобусов на автовокзале.

Автовокза́л (автобусный вокзал) — объект автобусной транспортной инфраструктуры, включающий в себя размещённый на специально отведённой территории комплекс зданий и сооружений, предназначенных для оказания услуг пассажирам и перевозчикам при осуществлении перевозок пассажиров и багажа, обеспечивающий возможность отправления более 1000 человек в сутки.
Объект автобусной транспортной инфраструктуры, обеспечивающий возможность отправления от 250 до 1000 человек в сутки, определяется как автостанция. А по данным БСЭ, предел вместимости автостанции составляет 50 человек, автовокзала — минимум 100 человек.

## Структура
Основные части автостанции или автовокзала — вокзальное здание, перроны для посадки и высадки пассажиров, подъезд к перронам, как правило, изолированный от дороги общего пользования.
В здании автовокзала могут быть расположены зал ожидания, кассы для продажи билетов, зачастую также предприятия общественного питания и розничной торговли, камеры хранения, а также служебные помещения (диспетчерская, административные помещения).
В здании автостанции расположены только кассы (обычно одна, или две) и зал ожидания. Роль диспетчера исполняет кассир. Здание автостанции обычно значительно меньше здания автовокзала.
На территории автовокзалов и автостанций имеется пространство для стоянки подвижного состава между рейсами, на крупных автовокзалах установлены устройства для мойки автобусов.
При размещении автовокзала в городе учитывают лёгкость проезда к нему из-за пределов города, поэтому в крупных городах автовокзалы часто выносятся на окраины. Во многих городах автовокзал размещают на одной площади с другими вокзалами, чаще всего — железнодорожным (Владимир, Томск). Существуют также автовокзалы, совмещённые с другими видами вокзалов в одном терминале. Таковы, например, вокзалы городов Волгодонска, Элисты, Нижневартовска.
Классификация автовокзалов по пропускной способности:
| Класс автовокзала | Количество автобусов в час |
| I                 | свыше 20                   |
| II                | от 11 до 20                |
| III               | от 7 до 10                 |
| IV                | менее 6                    |

Классификация автовокзалов по пассажиропотоку:
| Класс автовокзала | Суточный объём пассажирских перевозок, человек |
| I                 | 20000—50000                                    |
| II                | 10000—20000                                    |
| III               | 7000—10000                                     |
| IV                | 5000—7000                                      |
| V                 | 1000—5000                                      |

Автовокзалы с объёмом перевозок более 50000 человек в сутки являются внеклассными.